# Katharina Boll-Dornberger
Katharina Boll-Dornberger (Viena, 2 de noviembre de 1909- Berlín, 27 de julio de 1981), también conocida como Käte Dornberger-Schiff, fue una física y cristalógrafa austríacoalemana. Es conocida por sus estudios de los fenómenos orden-desorden en las estructuras cristalinas.

## Biografía
Katharina Boll-Dornberger nació en Viena en 1909. Sus padres eran Alice Friederik Schiff y  Walter Karl, un profesor universitario. Estudió Física y Matemáticas en Viena y Göttingen, y realizó su tesis sobre la estructura del Sulfato de cinc anhidro bajo la supervisión de Victor Moritz Goldschmidt. En 1937  emigró a Gran Bretaña, donde  trabajó con John Desmond Bernal, Nevill Francis Mott, y Dorothy Hodgkin. Se casó con Paul Dornberger en 1939 y tuvo dos hijos, nacidos  en 1943 y 1946. En 1946, ella y su familia regresaron a Alemania. Allí trabajó como profesora de  física y matemáticas en la Universidad Bauhaus de Weimar durante un breve periodo hasta que se mudó  a Berlín Este. Desde 1948,  dirigió  un departamento en el Institut für Biophysik de la Academia de Ciencias de la RDA. En 1952,  contrajo matrimonio con Ludwig Boll. En 1956,  obtuvo un puesto de profesora  en la Universidad Humboldt. En 1958, fue la directora del recientemente fundado Institut für Strukturforschung, cargo que desempeñó hasta 1968. Murió en 1981 en Berlín.

## Investigación
Su trabajo de investigación se enfocó en el estudio de las estructuras orden-desorden, tema al que dedicó aproximadamente dos tercios de sus sesenta publicaciones. Introdujo el concepto matemático de  los grupoides en la cristalografía para describir estructuras desordenadas. También determinó la estructura de cristales orgánicos e inorgánicos, participó en el desarrollo de métodos e instrumentación para la difracción de cristales.

## Premios
Por su trabajo en cristalografía, recibió dos premios nacionales de la República Democrática Alemana:
- Orden al Mérito Patriótico en 1959.[9][8]
- Premio nacional de la República Democrática Alemana en 1960.[10]

Una calle de Berlín fue nombrada en su honor.